# 권한솔
권한솔(1996년 11월 27일~)은 대한민국의 여자 배우이다.

## 작품 활동

### 드라마
- 2019년 tvN 수목드라마 《청일전자 미쓰리》 ... 서은 역
- 2019년 tvN 주말드라마 《호텔 델루나》
- 2020년 Netflix 오리지널 드라마 《인간수업》 ... 혜미 역
- 2020년 OCN 주말드라마 《트레인》 ... 이지영 역
- 2020년 TV조선 호러틱 미스터리 드라마 《씨네드라마 응보》 ... 강민구 역
- 2020년 TV조선 2부작 단막극 《학교기담 - 응보》 ... 박미진 역
- 2021년 JTBC 월화드라마 《선배 그 립스틱 바르지 마요》 ... 도예진 역
- 2021년 JTBC 토일드라마 《설강화 : snowdrop》
- 2022년 tvN 금토드라마 《별똥별》 ... 홍보인 역
- 2023년 tvN 월화드라마 《이로운 사기》 ... 연호정 역
- 2023년 Disney+ 오리지널 드라마 《무빙》 ... 안기부 5차장실 비서 역
- 2023년 Netflix 오리지널 드라마 《정신병동에도 아침이 와요》 ... 정하람 역
- 2024년 SBS 금토드라마 《재벌X형사》 ... 이예선 역
- 2025년 채널A 토일드라마 《마녀》 ... 다은 역
- 2025년 Disney+ 오리지널 드라마 《나인 퍼즐》 … 유정은 역
- 2025년 KBS2 수목드라마 《남주의 첫날밤을 가져버렸다》 ... 조은애 역

### 영화
- 2022년 영화 《젠틀맨》 - 주영 역
- 2019년 영화 《영하의 바람》 - 19세 영하 역
- 2019년 영화 《악질경찰》 - 소희 역
- 2018년 영화 《1급기밀》 - 은행 여직원 역
- 2017년 영화 《강철비》 - 북한 안내원 역
- 2017년 영화 《군함도》 - 조선 소녀 역